# Largo da Sé e Rua do Imperador
Largo da Sé e Rua do Imperador é uma fotografia de Militão Augusto de Azevedo, parte do Álbum Comparativo da Cidade de São Paulo 1862-1887. Retrata vista do Largo da Sé, em São Paulo, em 1887.

## Descrição e análise
A fotografia monocromática de Militão tem dimensões 21 centímetros de altura por 30 centímetros de largura, com impressão em papel albuminado. A fotografia integra a Coleção Museu Paulista, em São Paulo, e faz parte do Álbum Comparativo da Cidade de São Paulo, considerado importante registro fotográfico do desenvolvimento urbano da capital paulista na segunda metade do século XIX.
O fotógrafo está posicionado de forma a retratar a antiga Rua do Imperador, vista a partir do lado esquerdo da Praça da Sé. 
A cena capturada por Militão contém itens que demonstram a Sé como região privilegiada na instauração de serviços urbanos em São Paulo, o que ocasionou rápidas alterações em sua fisionomia na época. Com isso, Largo da Sé e Rua do Imperador ganha destaque no álbum por conta do registro fotográfico de itens que demonstram as transformações na infraestrutura urbana na região central de São Paulo, como os postes de luz a gás e o ponto de parada de carros de aluguel. A cena diurna também retrata o calçado de paralelepípedos do Largo da Sé, um quiosque para venda de alimentos e um armazém de molhados e pessoas circulando pela rua. Há também quatro sobrados coloniais na imagem, com vidraças e balcões de ferro, adaptados ao modelo neoclássico.